# Вердун, Хосе Омар
Хосе Омар Вердун Араухо (исп. José Omar Verdún Araújo; 12 апреля 1945, Монтевидео, Уругвай — 12 июля 2018, Кукута, Колумбия) — уругвайский футболист, нападающий, известный по выступлениям в чемпионате Колумбии, футбольный тренер.

## Биография
Родился в Уругвае в семье европейских эмигрантов — отец был француз, а мать — испанка. С детства отличался бомбардирскими качествами и в 13 лет был приглашён в юношескую команду клуба «Пеньяроль». В 14 лет на время перешёл в парагвайскую «Олимпию», где выступал за взрослый состав[уточнить]. После возвращения в «Пеньяроль» подписал в 1960 году профессиональный контракт и также стал выходить на поле в матчах первой команды[уточнить].
В 1962 году по рекомендации Хуана Эдуардо Хоберга перешёл в колумбийский клуб «Кукута Депортиво». В первом же сезоне 17-летний футболист стал лучшим снайпером чемпионата Колумбии с 36 голами. В следующем сезоне форвард снова забил 36 голов и разделил звание лучшего бомбардира с Омаром Деванни. В 1964 году стал третьим бомбардиром лиги (24 гола). Его клуб большую часть периода был середняком чемпионата, и лишь в 1964 году стал вторым. В ходе сезона 1968 года Вердун на короткое время перешёл в «Индепендьенте Медельин», затем вернулся в «Кукуту». Стал лучшим бомбардиром в истории клуба «Кукута Депортиво» — 168 голов.
В 1970 году нападающий играл за «Атлетико Букараманга», а в 1971 году за вновь основанный клуб «Реал Картахена», в обоих клубах был играющим тренером. В 26-летнем возрасте завершил игровую карьеру.
После окончания карьеры некоторое время продолжал работать тренером, возглавляя свои бывшие команды — «Атлетико Букараманга» и «Кукута Депортиво», однако не добивался успехов, клубы занимали места в нижней половине таблицы.
До конца жизни жил в Колумбии, где скончался в 2018 году.